# Phare d'Hekkingen
Le phare d'Hekkingen (en norvégien : Hekkingen fyr) est un  phare côtier situé dans le fjord de Malangen (en) dans la commune de Lenvik, dans le comté de Troms (Norvège).
Il est géré par l'administration côtière norvégienne (en norvégien : Kystverket). Il est classé patrimoine culturel par le Riksantikvaren (en) depuis 2000.

## Histoire
La commission des phares a décidé, en 1840, qu'un feu devrait être établi dans le fjord d'Hekkingen. Il a été allumé le 24 septembre 1859. Le phare a été automatisé en 1986 et sans personnel à partir de 2005.
Le phare de Hekkingen est l'un des plus anciens du nord de la Norvège et est considéré comme important pour l'entrée de Tromsø. Il dispose d'une station de l'Institut météorologique norvégien.

## Description
Le phare est une tourelle en fronton d'une maison de gardien en bois de 10 mètres de haut, avec une galerie et une lanterne octogonale. Le phare est peint en blanc et lanterne est rouge. Son feu à occultations émet, à une hauteur focale de 22,8 mètres, un éclat blanc, rouge et vert selon différents secteurs toutes les 8 secondes. Sa portée nominale est de 15,9 milles nautiques (environ 29 km) pour le feu blanc, 13,4 pour le feu rouge et 12,6 pour le feu vert.
Identifiant : ARLHS : NOR-113 ; NF-8625 - Amirauté : L3552 - NGA : 13160.
|                |
| L'ancien phare |

|            |
| La station |

### Lien connexe
- Liste des phares de Norvège